# 薩爾斯堡會議

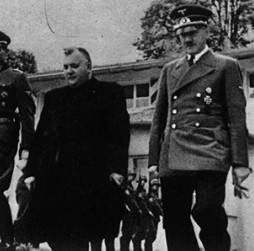
約瑟夫·蒂索與阿道夫·希特勒，攝於薩爾斯堡會議期間

薩爾斯堡會議又稱「薩爾斯堡勒令」（德語：Salzburger Diktat），是1940年7月28日納粹德國與法西斯斯洛伐克在德國東部邊疆（原奧地利所在之處）萨尔茨堡舉行的會議。德方在這場會議中要求斯方將斯洛伐克人民黨中堅持獨立外交政策之納斯塔普派系排除出斯洛伐克政府，並威脅單方面撤銷德國在1939年《德斯條約》中對斯國的保護承諾。
斯洛伐克最終向德國屈服，親德的激進派取代了納斯塔普派的地位。斯國遂在立場上愈加傾向德國，尤其是反猶太措施方面。不過，鑑於斯國政府高階職位缺乏足夠的人民黨支持者，以及斯國採用领袖原则、以約瑟夫·蒂索為最高領導人等因素，使德國的最後通牒影響有限。

## 背景

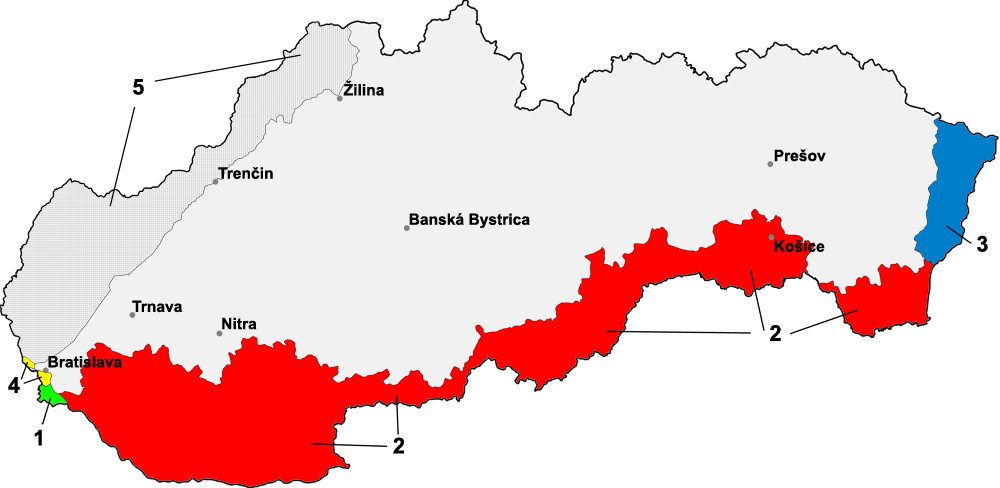
斯洛伐克1938年至1947年間之領土變化，其中割讓予匈牙利者以紅色標示

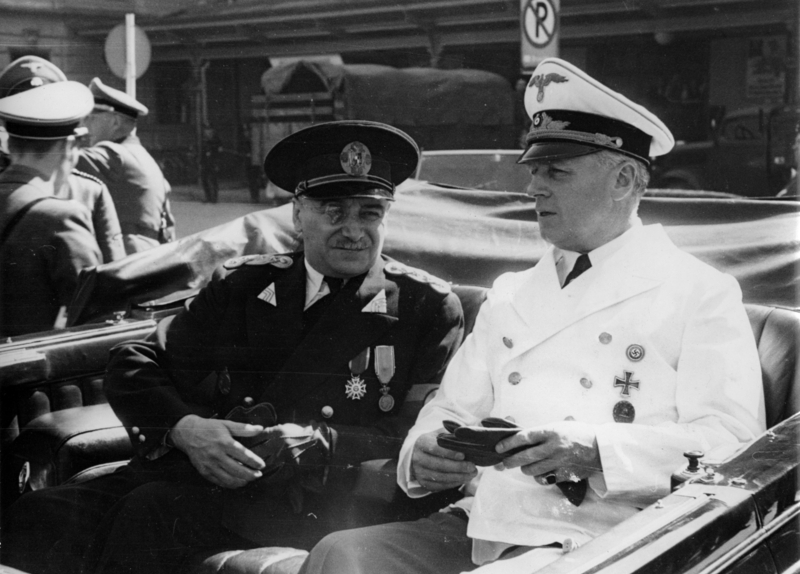
里賓特洛甫（右）與時任罗马尼亚总理揚·吉格圖，攝於1940年7月27日

1938年11月，納粹德國與法西斯義大利在第一次維也納仲裁裁決中將時屬捷克斯洛伐克之斯洛伐克南部部分領土割讓予匈牙利。1939年3月14日，斯洛伐克在德國保護下宣告獨立，隔日德軍便佔領並合併殘餘的捷克領土。3月23日，德斯簽署條約，斯國將大部分外交、國防自主權交予德國，換取其邊境保障與經濟援助。
法西斯斯洛伐克為一党制國家，由斯洛伐克人民黨單獨執政。人民黨有兩個主要派系，激進派與保守派（教權主義派）。激進派之主要領導人為時任斯洛伐克總理沃伊捷赫·圖卡和準軍事部隊赫林卡衛隊時任指揮官亞歷山大·馬赫，他們因接受德國統治而較受德方歡迎；時任總統約瑟夫·蒂索領導的保守派則較受天主教神職人員與民眾歡迎。兩派展開權力鬥爭，爭取德國支持。此外，另有以《納斯塔普》期刊為中心之知識份子派系，支持獨裁但反對模仿德國，並堅持獨立外交政策；時任內政部部長兼外交部部長斐迪南德·杜坎斯基即屬於此派系。因保守派在外交政策上傾向實用主義，而納斯塔普派可能與之合作，遂引起德國將其影響力排除之企圖。
薩爾斯堡會議召開時正值法國戰役結束、法國投降，而英國失敗、德國勝利的結局貌似近在眼前；軍事勝利使德國在與盟友談判時居於上風。此外，德國亦希望將其勢力範圍深入多瑙河流域，並迫使當地盟友與其建立更密切的關係。會議前，德國元首阿道夫·希特勒甫於7月10日與匈牙利官員會面、於會議前二晚與羅馬尼亞和保加利亞官員會面。

## 過程

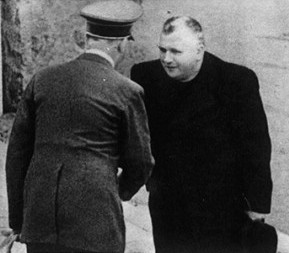
蒂索與希特勒在會議上握手

希特勒於1940年7月中旬邀請蒂索、圖卡和馬赫與會。黨衛隊保安處原亦欲邀請杜坎斯基與會，這樣他們便可以挫敗他迴避失去權力的任何企圖。
7月28日，蒂索先是與德國外交部部長约阿希姆·冯·里宾特洛甫私下會面；里賓特洛甫告知蒂索，德國將斯洛伐克納入其生存空间之內，因此有權干涉斯洛伐克內政。他要求蒂索放棄讓斯洛伐克成為天主教神權國家，並應考慮到杜坎斯基嘗試與西方列強和蘇聯保持聯繫的「罪行錄」將其免職。之後蒂索與希特勒會面；希特勒威脅他，若不遵守要求，德國將撤銷1939年條約中對斯國的保護承諾，而斯國將任由匈牙利擺布。蒂索回覆希特勒稱，斯國並未「在泛斯拉夫主義政策框架內向俄羅斯傾斜」，「那些（宣傳此論點的）傳單是犹太人、马扎尔人和捷克人的陰謀詭計，他們企圖抹黑德國對斯洛伐克的印象」。
斯方則要求調整第一次維也納仲裁裁決之內容。他們特別希望取回六塊領土：弗拉布萊－舒拉尼、盧切內茨、耶爾沙瓦、科希策、北沙托勞爾堯烏伊海伊及索布蘭采，總面積約3,600平方公里；據斯國外交部統計，這些區域共有20.9萬名斯洛伐克人與10萬名匈牙利人。不過，里賓特洛甫在斯方與希特勒會面時插話稱「不可能」調整裁決內容。
至於其他內容，據以色列歷史學家耶沙亞胡·耶利內克表示：「這場會議的許多細節我們不得而知，特別是給予圖卡和馬赫的指示，如果有的話。」

## 結果

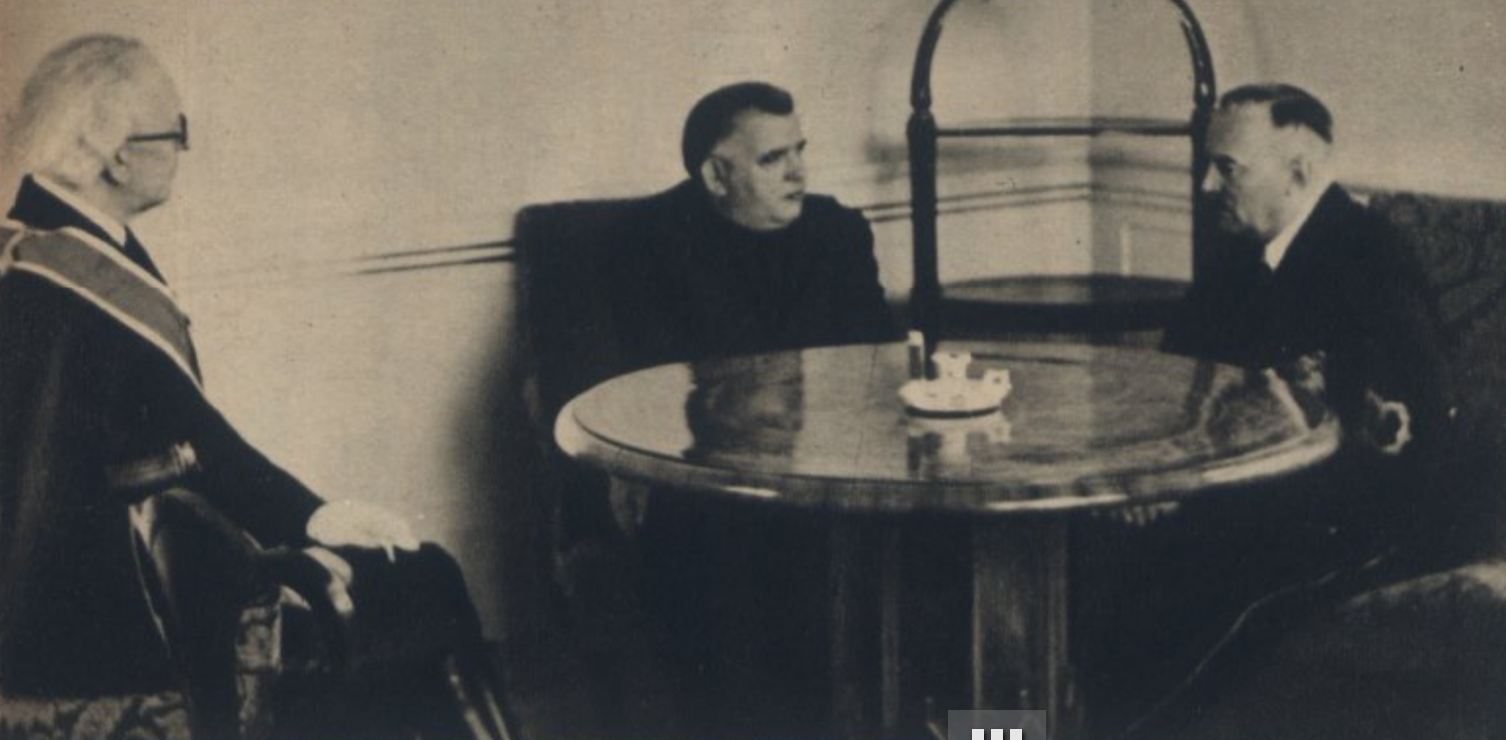
曼夫雷德·馮·基林格與蒂索（中）和圖卡（左），攝於1940年8月

斯洛伐克最終向德國屈服，以親德的激進派人士取代了納斯塔普派人士。杜坎斯基被迫下臺，其內政部部長與外交部部長之職分別由馬赫和圖卡接任；時任斯洛伐克人民黨總書記約瑟夫·基施鮑姆亦遭撤換；康斯坦丁·丘倫則卸任宣傳部部長一職，由激進派的卡羅爾·穆爾加什接任。不過，德方意識到這些激進派人士並不如原先那批人稱職，遂避免讓他們取得影響力太大的官位。杜坎斯基後來聲稱被免職的事實證明他反納粹，且實際上是猶太人的「朋友」。
此次會議標誌著激進派的一次勝利、保守派的一次挫敗。蒂索認為此次會議是「我受過最嚴厲的一次懲罰」，並一度要求辭職。除了馬赫以外，沒有任何斯方領導人對結果感到滿意；甚至連圖卡亦未得到他想要的總統或國防部部長等職位，且未有能力勝任實際上所被賦予之職務。
揚·里赫利克（Jan Rychlík）認為在此次會議後，斯洛伐克的外交政策已「明確地僅傾向德國」。此次會議亦使斯國的反猶太政策收束，與德國靠攏。為迴避德國強硬推行的政治變革，斯洛伐克人民黨採用了领袖原则，將蒂索擁護為權威的最高領導人。另一限制德國最後通牒影響的因素，係斯國政府高階職位缺乏足夠的人民黨支持者，部分乃前捷克斯洛伐克政府仰賴捷克官僚之故。斯國政府因而需依靠不盡支持人民黨者（例如此前曾直接向杜坎斯基報告的外交官員中，有五分之四在前政府擔任類似的職務，且基本上可確定並不支持人民黨）；而像卡羅爾·克林諾夫斯克（Karol Klinovsk，1939年起任職斯國外交部主席團主席）等領導幹部，亦因未有適合替代者而不受阻撓的留任。
此次會議還促成德國向斯洛伐克派遣顧問，不過這些顧問並非全部新任，此制度也非斯國獨有。衝鋒隊官員曼夫雷德·馮·基林格繼漢斯·伯納德之後成為德國駐斯洛伐克大使，他由一群德國經濟學家輔佐，並稱他的任務為讓斯洛伐克「在經濟上百分百受（我們）支配」。此後德方陸續任命顧問，共計顧問團包含工作人員在內人數約達七、八十人之譜。